# 大岛正太郎
大岛正太郎（日语：おおしま しょうたろう，1944年9月20日—），日本前外务省官员。外交风格被认为是性格随和、有经验、处事老练和谨慎，“经济通”，属于外务省精英阶层。

## 簡歷
東京都出身，在美国读小学和初中，英语流畅。1968年畢業於东京大学法學部，同年进入外务省工作，曾先出擔任過驻俄公使、驻美公使。先後在安默斯特學院、卡爾頓學院和普林斯頓大學留學。1997年出任外務省經濟局局長，2000年出任駐沙烏地阿拉伯大使，2001年轉任外務省外務審議官，負責經濟事務。2002年任日本驻日内瓦國際機關代表部大使，同時出任世界貿易組織一般理事会議長、紛争解決機関（DSB）議長。2005年時接替高野紀元出任駐大韓民國大使，2007年回到外務省擔任國際貿易與經濟事務特命大使及核查担当大使。
2008年退休，受聘為東京大學客座教授、西村朝日法律事務所客座研究員及世界貿易組織委員等職。

## 外交言论
- 在日本殖民历史问题上，日本政府已经无数次地表明了立场，没有必要再说什么；日本过去已经就此作出正式道歉，但是这段历史问题并不能立刻得到解决。
- 在慰安妇问题上，日本政府已经通过国际条约履行了相关的补偿义务，这一问题在韩日间已经通过法律完全彻底地解决了。
- 韩国和日本应当恢复友好关系，联合对抗中国潜在的安全威胁。
- 日本欢迎中国经济的快速发展，但是非常忧心中国的政治意图。
- 中国如何进行政治体制改革以及如何提高其军事的透明度，是东北亚地区非常关注的问题。
- 日本对于二战期间在朝鲜半岛犯下的暴行感到痛悔。
- 对日韩由于领土争端和历史等问题造成关系紧张表示遗憾。

## 荣誉

### 日本勋章奖章
- 瑞宝重光章（2021年4月29日公布[1]）